# Živnostenská záložna pro Plotiště nad Labem a okolí
Živnostenská záložna pro Plotiště nad Labem a okolí byl regionální peněžní ústav, který fungoval v letech 1912-1953.

## Historie
Tato záložna byla zapsána 31. ledna 1902. Ustavující valná hromada se uskutečnila 24. března téhož roku. Začínala s 29 členy se 45 podíly. Od jejího založení fungovali více než 2 desítky let jako předseda Václav Řehák a jako členové dozorčí rady Josef Štěpánek, Jan Hroch a Rudolf Branda. Cílem záložny bylo zajistit vzájemnou finanční výpomoc mezi jejími členy. Před 1. světovou válkou byl tento spolek znám jako Živnostenské úvěrní družstvo pro Plotiště nad Labem, z. s. s r. o.
Koncem 30. let dochází k úbytku členské základny. Problémy jsou stejně jako jinde způsobeny světovou hospodářskou krizí a jejími dozvuky. Dalším důvodem jsou mnohdy výhodnější nabídky jiných finančních ústavů. K 31. prosinci 1932 vykazovala 158 členů se 386 závodními podíly po 100 Kč. Pokladní obrat v tomto roce dosáhl 2 619 642,50 Kč. V následujícím roce měla 154 členů s 378 podíly a roční obrat činil 2 155 361,16 Kč. Rok 1934 přinesl 157 členů se 382 podíly a celkový obrat 3 090 055,61 Kč. V roce 1935 měla záložna 150 členů se 402 podíly a zaměstnávala 1 úřednickou sílu. Předsedou představenstva byl zámečník Václav Řehák a místopředsedou stavitel Ing. Josef Novák. Stav závodního jmění tehdy činil 40 200 Kč, roční obrat 3 146 490,35 Kč a čistý roční zisk dosáhl 5 816,75 Kč. Roku 1936 měla záložna 148 členů se 395 podíly, neboť vystoupilo 14 členů s 31 podíly. Celkový obrat dosáhl 2 987 000,27 Kč. Situace se nezměnila ani v roce 1937. Tehdy záložna již měla jen 143 členů s 386 podíly. Závodní jmění bylo 38 600 Kč a celkový obrat činil 2 431 624,38 Kč.
Hospodářská opatření za protektorátu a válečné hospodářství působily další nesnáze a všeobecný finanční pokles. Navíc k 1. lednu 1942 došlo k reorganizaci družstevního peněžnictví, v jejímž rámci byla ustavena Ústřední banka družstev. Jejím účelem bylo úvěrovat konzumní družstva a umožňovat peněžní a obchodní styk mezi družstevními podniky navzájem. Přínosem pro další rozvoj ústavu nebylo ani poválečné období a komunistický převrat v únoru 1948. Tehdy byla záložna přeměněna na ústav lidového peněžnictví, a tudíž se stala povinným členem Okresní záložny a spořitelny v Hradci Králové. K 1. lednu 1953 byla převzata Státní spořitelnou v Hradci Králové a přeměněna na její jednatelství.